# راهبية سيئة الحظ
الراهبية سيئة الحظ أو البهات هي شجيرة معمرة تنتمي إلى العائلة الشفوية، وتصنف أيضًا أحيانًا ضمن اللويزية. هي نوع من بين 150 نوعًا من الراهبية، كما أنها أحد العلاجات الصحية الطبيعية الأكثر شهرة في الممارسات التقليدية وطب سيدها.
هذا النوع موطنه المناطق الاستوائية في آسيا بما في ذلك بنغلاديش والهند وميانمار وباكستان وتايلاند وماليزيا وجزر أندمان وسريلانكا.

## الوصف
الراهبية سيئة الحظ عبارة عن شجيرة مزهرة أو شجرة صغيرة، وسميت بهذا الاسم بسبب أوراقها القبيحة نوعًا ما، فالجذع منتصب ارتفاعه 0.5–4 متر (1.6–13.1 قدم) بدون فروع، وتنتج أوراق دائرية 15 سنتيمتر (5.9 بوصة) في القطر. الأوراق بسيطة معاكسة كلا السطحين مكسو بالزغب المتناثر إهليلجية أو إهليلجية واسعة بيضوية أو بيضوية مستطيلة عرضها 3.5–20 سنتيمتر (1.4–7.9 بوصة)، بينما طولها 6–25 سنتيمتر (2.4–9.8 بوصة) مسننة، بها نورة زهرية على الأطراف، مُعنَّقة مع سنمة قليلة الزهور: تكون الزهور بيضاء مع حلق قرنفلى ضارب إلى الأرجواني أو أرجواني باهت زغباء، بينما تكون الثمرة لبية كروية الشكل وتتحول إلى الأسود المزرق أو الأسود عندما تنضج، وهي محاطة بكأس الزهرة الأحمر، أما الجذع فيكون مجوفًا والأوراق يتراوح طولها من 15–20 سنتيمتر (5.9–7.9 بوصة) محمولة في دوارات من أربعة على أعناق قصيرة جدًا، تكون نورة الزهرة ضخمة تتكون من العديد من الزهور البيضاء الثلجية الأنبوبية في عنقود نهائي يصل إلى 0.6 متر (2.0 قدم) في الطول. يبلغ طول أنابيب الزهور حوالي 10 سنتيمتر (3.9 بوصة) في الطول وتتدلى لأسفل، ويكون عرض البتلة المتمددة حوالي 5 سنتيمتر (2.0 بوصة). بينما تكون الثمار عبارة عن حسلات زرقاء معدنية داكنة جذابة، قطرها حوالي 1 سنتيمتر (0.39 بوصة). عادة ما تحتوي الفاكهة على أربع حبات من الجوزيات الجافة وقد تكون البذور بسويداء أو بدون السويداء. وتزهر من أبريل إلى أغسطس.

## المكونات الكيميائية
تشمل المكونات الكيميائية الرئيسية بالراهبية سيئة الحظ: الستيرولات والسكريات والفلافونويد والصابونين. تم عزل المركبات البلورية الجديدة مثل الكليرودولون والكليرودون والكليرودول والسترول -المكوِّن للكليروستيرول- من الجذر، وحُدِّدت سبعة سكريات هي: الرافينوز واللاكتوز والمالتوز والسكروز والجلاكتوز والجلوكوز والفركتوز. عُزِل حمض الفوماريك وإسترات حمض الكافئيك وبيتا سيتوستيرول وبيتا سيتوستيرول جلوكوزيد من الزهور. كما عُزِل الأبيجينين والأكاسيتين والفلافون غليكوزيد الجديد -الذي يتميز بإستر الميثيل من أكاسيتين -7-0-جلوكورونيد- من الزهور. ويُعد الصابونين أحد المركبات الرئيسية للورقة. بينما وُجِدَ في البذور كل من: 24 بيتا إيثيلستيرول والكلروستيرول و22 ديهيدروكلروستيرول و24 ميثيل ستيرول (24 ميثيل كوليستانول، 24 ميثيل كوليسترول، 24 ميثيل 22 ديهيدروكوليسترول، 24 ميثيلاثوستيرو) و24 بيتا-إيثيل 22 ديهيدروكلسترو. أما الورقة فوُجد بها سكوتلارين و هيسبيدولين -7-أو-جلوكورونيد. وبوريفاستيرول وستيغماستيرول هما مكونا الأجزاء الهوائية.

## طب الأعشاب التقليدي
تستخدم الراهبية سيئة الحظ في الأيورفيدا و أدوية الطب التقليدى سيدها، كما تُعطى الأوراق الطازجة للإسهال واضطرابات الكبد والصداع. وتستخدم الأوراق والجذور كمضاد للقشرة وخافض للحرارة ومبيد الصفر وملين وطارد للديدان ومضاد للاختلاج وخافض لسكر الدم ، كما تؤخذ لعلاج الحصى والملاريا والجرب والأمراض الجلدية والقروح والتشنج ولدغة العقرب ولدغة الثعبان والأورام. وفي العديد من الممارسات التقليدية تُستخدم الأوراق والجذع على نطاق واسع كخافض لسكر الدم.